# Torila ots
Torila ots eller Torilaid är en udde i Tõstamaa kommun i landskapet Pärnumaa på Estlands sydvästkust. Den ligger 140 km söder om huvudstaden Tallinn. Uddens yttersta spets benämns Munalaid och utanför udden ligger öarna Mannö 1 km söderut och Kynö 10 km söderut. Närbelägna byar är Lao och Pootsi.
Terrängen inåt land är mycket platt. Närmaste större samhälle är Tõstamaa, 13,4 km nordväst om Torila ots. 